# Elitserien (Eishockey) 2002/03
Die Elitserien-Saison 2002/03 war die 28. Spielzeit der schwedischen Elitserien. Die Vorrunde wurde vom 23. September 2002 bis 25. Februar 2003 ausgespielt, die Play-offs begannen am 1. März und endeten mit dem letzten Finalspiel am 7. April. Schwedischer Meister 2002/03 wurde Västra Frölunda HC. In der Kvalserien, einer Relegationsrunde zwischen den besten vier Teams der zweitklassigen HockeyAllsvenskan und den beiden Letztplatzierten der Elitserien, belegten Brynäs IF und Linköpings HC die ersten beiden Plätze, sodass die beiden Klubs auch in der folgenden Saison in der höchsten Liga spielen durften.

## Reguläre Saison

### Modus
Die zwölf Mannschaften der Elitserien spielten zunächst in 50 Saisonspielen gegeneinander. Die Vereine waren während der Vorrunde in drei regionale Gruppen eingeteilt, wobei die Teams aus den jeweiligen „Derbygruppen“ mehr Spiele gegeneinander bestritten als gegen Mannschaften aus den anderen Gruppen. Die ersten acht Teams der Vorrunde traten in den Play-offs gegeneinander an, für die Mannschaften auf den Plätzen 9 und 10 war die Saison beendet, die beiden Letztplatzierten mussten in der Kvalserien antreten.
Ein Sieg in der regulären Spielzeit brachte einer Mannschaft drei Punkte. Bei Torgleichheit nach der regulären Spielzeit wurde eine Verlängerung ausgetragen, in der der Sieger zwei Punkte, der Verlierer hingegen einen Punkt erhielt. Stand es auch nach der Verlängerung Unentschieden, wurde ein Penaltyschießen ausgetragen.

### Abschlusstabelle
|     | Klub               | Sp | S  | OTS | SOS | SON | OTN | N  | Tore    | Punkte |
| --- | ------------------ | -- | -- | --- | --- | --- | --- | -- | ------- | ------ |
| 1.  | Västra Frölunda HC | 50 | 29 | 2   | 4   | 2   | 2   | 11 | 162: 97 | 103    |
| 2.  | Färjestad BK       | 50 | 27 | 2   | 1   | 4   | 3   | 13 | 180:134 | 94     |
| 3.  | Timrå IK           | 50 | 26 | 2   | 2   | 3   | 1   | 16 | 155:138 | 90     |
| 4.  | Djurgårdens IF     | 50 | 26 | 0   | 3   | 2   | 2   | 17 | 139:128 | 88     |
| 5.  | Luleå HF           | 50 | 21 | 2   | 2   | 4   | 4   | 17 | 134:127 | 79     |
| 6.  | HV71 Jönköping     | 50 | 21 | 2   | 1   | 6   | 4   | 16 | 143:142 | 79     |
| 7.  | MODO Hockey        | 50 | 21 | 5   | 2   | 0   | 1   | 21 | 140:144 | 78     |
| 8.  | Leksands IF        | 50 | 19 | 3   | 2   | 1   | 0   | 25 | 141:135 | 68     |
| 9.  | Södertälje SK      | 50 | 17 | 3   | 3   | 3   | 0   | 24 | 113:128 | 66     |
| 10. | MIF Redhawks       | 50 | 14 | 2   | 6   | 1   | 1   | 26 | 141:146 | 60     |
| 11. | Brynäs IF          | 50 | 13 | 0   | 4   | 2   | 4   | 27 | 105:166 | 53     |
| 12. | Linköpings HC      | 50 | 10 | 0   | 3   | 5   | 1   | 31 | 098:166 | 42     |

Sp = Spiele, S = Siege, OTS = Overtime-Siege, SOS = Penalty-Siege, SON = Penalty-Niederlage, OTN = Overtime-Niederlage, N = Niederlagen

### Beste Scorer
Quelle: SHL; Abkürzungen: Sp = Spiele, T = Tore, V = Assists, Pkt = Punkte,  SM = Strafminuten; Fett: Turnierbestwert
| Spieler            | Mannschaft | Sp | T  | V  | Pkt | SM |
| ------------------ | ---------- | -- | -- | -- | --- | -- |
| Mikael Karlberg    | Leksand    | 49 | 16 | 30 | 46  | 38 |
| Magnus Wernblom    | MODO       | 45 | 26 | 19 | 45  | 48 |
| Niklas Nordgren    | Timrå      | 47 | 20 | 23 | 43  | 40 |
| Niklas Andersson   | Frölunda   | 49 | 24 | 18 | 42  | 59 |
| Johan Davidsson    | HV71       | 50 | 16 | 26 | 42  | 4  |
| Juha Riihijärvi    | Malmö      | 50 | 14 | 28 | 42  | 10 |
| Daniel Rydmark     | Malmö      | 50 | 21 | 20 | 41  | 66 |
| Pasi Määttänen     | HV71       | 49 | 14 | 27 | 41  | 46 |
| Jörgen Jönsson     | Färjestad  | 49 | 16 | 23 | 39  | 58 |
| Kristofer Ottosson | Djurgården | 46 | 19 | 19 | 38  | 30 |
| Fredrik Bremberg   | Djurgården | 45 | 18 | 20 | 38  | 24 |
| Jens Nielsen       | Leksand    | 46 | 15 | 23 | 38  | 30 |
| Waleri Krykow      | Timrå      | 50 | 11 | 27 | 38  | 36 |

## Play-offs
Die Play-offs wurden im Modus „Best-of-Seven“ ausgetragen.

### Turnierbaum
| Viertelfinale | Viertelfinale      | Viertelfinale  |    |                    | Halbfinale | Halbfinale | Halbfinale |  |  | Finale | Finale | Finale |
|               |                    |                |    |                    |            |            |            |  |  |        |        |        |
| 1.            | Västra Frölunda HC | 4              |    |                    |            |            |            |  |  |        |        |        |
| 7.            | MoDo Hockey        | 2              |    |                    |            |            |            |  |  |        |        |        |
| 7.            | MoDo Hockey        | 2              | 1. | Västra Frölunda HC | 4          |            |            |  |  |        |        |        |
|               |                    |                | 1. | Västra Frölunda HC | 4          |            |            |  |  |        |        |        |
|               | 3.                 | Timrå IK       | 2  |                    |            |            |            |  |  |        |        |        |
| 3.            | 3.                 | Timrå IK       | 2  | Timrå IK           | 4          |            |            |  |  |        |        |        |
| 3.            |                    |                |    | Timrå IK           | 4          |            |            |  |  |        |        |        |
| 5.            | Luleå HF           | 0              |    |                    |            |            |            |  |  |        |        |        |
| 5.            | Luleå HF           | 0              | 1. | Västra Frölunda HC | 4          |            |            |  |  |        |        |        |
|               |                    |                |    | Västra Frölunda HC | 4          |            |            |  |  |        |        |        |
|               | 2.                 | Färjestad BK   | 0  |                    |            |            |            |  |  |        |        |        |
| 2.            | 2.                 | Färjestad BK   | 0  | Färjestad BK       | 4          |            |            |  |  |        |        |        |
| 2.            |                    |                |    | Färjestad BK       | 4          |            |            |  |  |        |        |        |
| 8.            | Leksands IF        | 1              |    |                    |            |            |            |  |  |        |        |        |
| 8.            | Leksands IF        | 1              | 2. | Färjestad BK       | 4          |            |            |  |  |        |        |        |
|               |                    |                | 2. | Färjestad BK       | 4          |            |            |  |  |        |        |        |
|               | 4.                 | Djurgårdens IF | 1  |                    |            |            |            |  |  |        |        |        |
| 4.            | 4.                 | Djurgårdens IF | 1  | Djurgårdens IF     | 4          |            |            |  |  |        |        |        |
| 4.            |                    |                |    | Djurgårdens IF     | 4          |            |            |  |  |        |        |        |
| 6.            | HV71               | 3              |    |                    |            |            |            |  |  |        |        |        |

### Viertelfinale
| Västra Frölunda HC – MoDo Hockey              | Västra Frölunda HC – MoDo Hockey | Västra Frölunda HC – MoDo Hockey | Västra Frölunda HC – MoDo Hockey |
| --------------------------------------------- | -------------------------------- | -------------------------------- | -------------------------------- |
| 1. März                                       | MoDo Hockey                      | Västra Frölunda HC               | 0–1                              |
| 3. März                                       | Västra Frölunda HC               | MoDo Hockey                      | 4–3                              |
| 5. März                                       | MoDo Hockey                      | Västra Frölunda HC               | 4–2                              |
| 7. März                                       | Västra Frölunda HC               | MoDo Hockey                      | 3–2 n. V.                        |
| 9. März                                       | Västra Frölunda HC               | MoDo Hockey                      | 1–2 n. V.                        |
| 11. März                                      | MoDo Hockey                      | Västra Frölunda HC               | 1–5                              |
| Västra Frölunda HC gewinnt die Runde mit 4:2. |                                  |                                  |                                  |

| Färjestad BK – Leksands IF              | Färjestad BK – Leksands IF | Färjestad BK – Leksands IF | Färjestad BK – Leksands IF |
| --------------------------------------- | -------------------------- | -------------------------- | -------------------------- |
| 1. März                                 | Leksands IF                | Färjestad BK               | 3–4 n. V.                  |
| 3. März                                 | Färjestad BK               | Leksands IF                | 4–2                        |
| 5. März                                 | Leksands IF                | Färjestad BK               | 2–0                        |
| 7. März                                 | Färjestad BK               | Leksands IF                | 4–1                        |
| 9. März                                 | Färjestad BK               | Leksands IF                | 4–1                        |
| Färjestad BK gewinnt die Runde mit 4:1. |                            |                            |                            |

| Timrå IK – Luleå HF                 | Timrå IK – Luleå HF | Timrå IK – Luleå HF | Timrå IK – Luleå HF |
| ----------------------------------- | ------------------- | ------------------- | ------------------- |
| 1. März                             | Luleå HF            | Timrå IK            | 2–3                 |
| 3. März                             | Timrå IK            | Luleå HF            | 2–1 n. V.           |
| 5. März                             | Luleå HF            | Timrå IK            | 2–4                 |
| 7. März                             | Timrå IK            | Luleå HF            | 1–0                 |
| Timrå IK gewinnt die Runde mit 4:0. |                     |                     |                     |

| Djurgårdens IF – HV71                     | Djurgårdens IF – HV71 | Djurgårdens IF – HV71 | Djurgårdens IF – HV71 |
| ----------------------------------------- | --------------------- | --------------------- | --------------------- |
| 1. März                                   | HV71                  | Djurgårdens IF        | 4–0                   |
| 3. März                                   | Djurgårdens IF        | HV71                  | 5–3                   |
| 5. März                                   | HV71                  | Djurgårdens IF        | 1–2 n. V.             |
| 7. März                                   | Djurgårdens IF        | HV71                  | 1–3                   |
| 9. März                                   | Djurgårdens IF        | HV71                  | 3–4 n. V.             |
| 11. März                                  | HV71                  | Djurgårdens IF        | 1–4                   |
| 13. März                                  | Djurgårdens IF        | HV71                  | 3–0                   |
| Djurgårdens IF gewinnt die Runde mit 4:3. |                       |                       |                       |

### Halbfinale
| Västra Frölunda HC – Timrå IK                 | Västra Frölunda HC – Timrå IK | Västra Frölunda HC – Timrå IK | Västra Frölunda HC – Timrå IK |
| --------------------------------------------- | ----------------------------- | ----------------------------- | ----------------------------- |
| 16. März                                      | Timrå IK                      | Västra Frölunda HC            | 4–6                           |
| 18. März                                      | Västra Frölunda HC            | Timrå IK                      | 3–4                           |
| 20. März                                      | Timrå IK                      | Västra Frölunda HC            | 1–3                           |
| 22. März                                      | Västra Frölunda HC            | Timrå IK                      | 1–2 n. V.                     |
| 24. März                                      | Västra Frölunda HC            | Timrå IK                      | 5–1                           |
| 26. März                                      | Timrå IK                      | Västra Frölunda HC            | 0–4                           |
| Västra Frölunda HC gewinnt die Runde mit 4:2. |                               |                               |                               |

| Färjestad BK – Djurgårdens IF           | Färjestad BK – Djurgårdens IF | Färjestad BK – Djurgårdens IF | Färjestad BK – Djurgårdens IF |
| --------------------------------------- | ----------------------------- | ----------------------------- | ----------------------------- |
| 16. März                                | Djurgårdens IF                | Färjestad BK                  | 1–3                           |
| 18. März                                | Färjestad BK                  | Djurgårdens IF                | 3–1                           |
| 20. März                                | Djurgårdens IF                | Färjestad BK                  | 3–2 n. V.                     |
| 22. März                                | Färjestad BK                  | Djurgårdens IF                | 3–1                           |
| 24. März                                | Färjestad BK                  | Djurgårdens IF                | 4–3                           |
| Färjestad BK gewinnt die Runde mit 4:1. |                               |                               |                               |

### Finale
| Västra Frölunda HC – Färjestad BK             | Västra Frölunda HC – Färjestad BK | Västra Frölunda HC – Färjestad BK | Västra Frölunda HC – Färjestad BK |
| --------------------------------------------- | --------------------------------- | --------------------------------- | --------------------------------- |
| 1. April                                      | Färjestad BK                      | Västra Frölunda HC                | 4–5 n. V.                         |
| 3. April                                      | Västra Frölunda HC                | Färjestad BK                      | 2–1                               |
| 5. April                                      | Färjestad BK                      | Västra Frölunda HC                | 0–2                               |
| 7. April                                      | Västra Frölunda HC                | Färjestad BK                      | 4–3 n. P.                         |
| Västra Frölunda HC die Meisterschaft mit 4:0. |                                   |                                   |                                   |

### Schwedischer Meister
| Schwedischer Meister Västra Frölunda HC | Torhüter: Henrik Lundqvist, Fredrik Norrena Verteidiger: Oscar Ackeström, Jan-Axel Alavaara, Kimmo Eronen, Magnus Johansson, Erik Kakko, Jonas Leetma, Ronnie Sundin, Mikael Svensk Angreifer: Mikael Andersson, Niklas Andersson, Patrik Carnbäck, Jonas Esbjörs, Fredrik Johansson, Jonas Johnson, Magnus Kahnberg, Tomi Kallio, Jens Karlsson, Joel Lundqvist, Alexander Steen, Peter Ström, Jari Tolsa Cheftrainer: Conny Evensson |

## Auszeichnungen
- Guldhjälmen (Most Valuable Player) – Niklas Andersson, Västra Frölunda HC
- Honkens trofé (bester Torhüter) – Henrik Lundqvist, Västra Frölunda HC
- Årets nykomling – Tobias Enström, MoDo Hockey
- Guldpipa (bester Schiedsrichter) – Ulf Rådbjer, Tumba